# Danny Gürtler der Jüngere

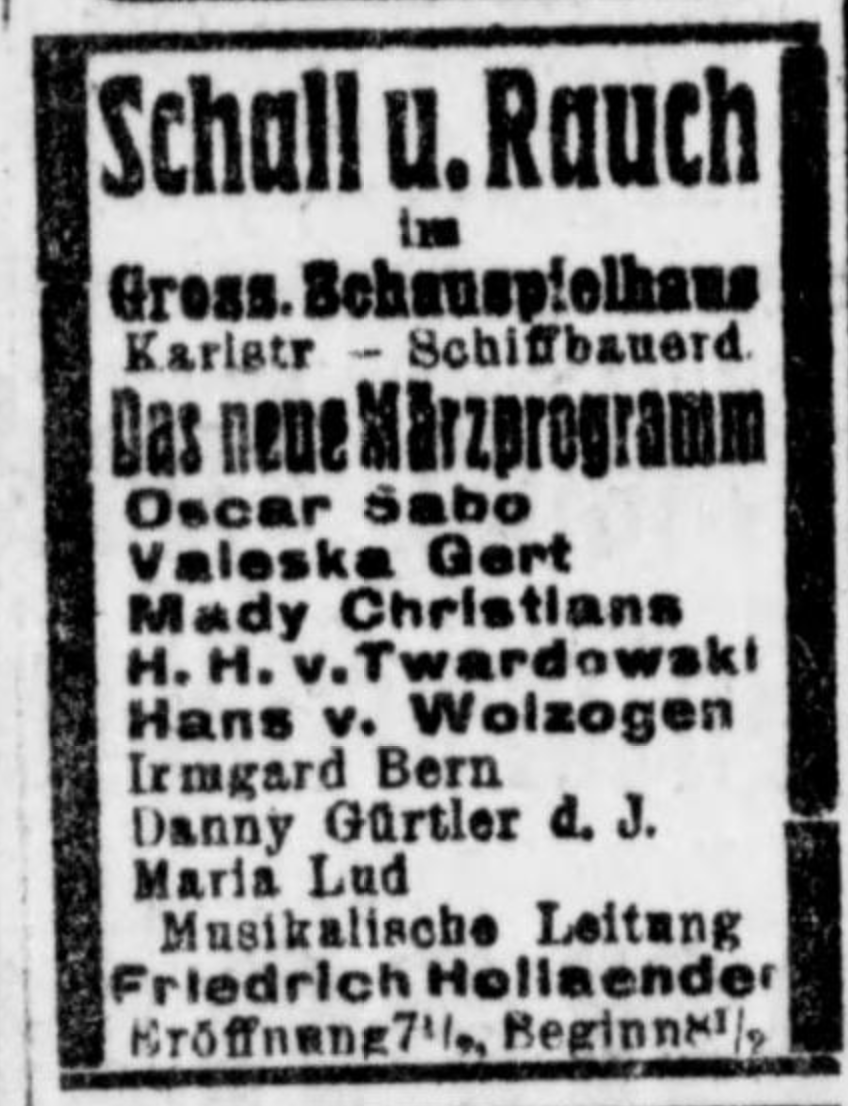
Anzeige von Schall und Rauch, 26. März 1920

Danny Gürtler d. J. war ein deutscher Schauspieler, der in den 1920er-Jahren im Theater Schall und Rauch auftrat und in mehreren Filmen mitspielte. Er dürfte seinen Namen in Anlehnung an den kurz zuvor verstorbenen Kabarettisten Danny Gürtler gewählt haben. Eventuell handelt es sich um dessen am 5. November 1904 geborenen Sohn Daniel?

## Filmografie
- 1919: Die Welt ohne Liebe
- 1919: Wenn Columbine winkt
- 1920: Der Januskopf
- 1921: Der Eisenbahnkönig (2 Teile)
- 1921: Schattenpflanzen der Großstadt
- 1921: Die Beichte einer Gefallenen
- 1921: Kaschemmenadel
- 1921: Sehnsucht
- 1921: Die Diktatur der Liebe. 1. Die böse Lust
- 1921: Die Diktatur der Liebe. 2. Die Welt ohne Liebe
- 1921: Die Frau ohne Herz
- 1939: Gold in New Frisco